# Escrocherie

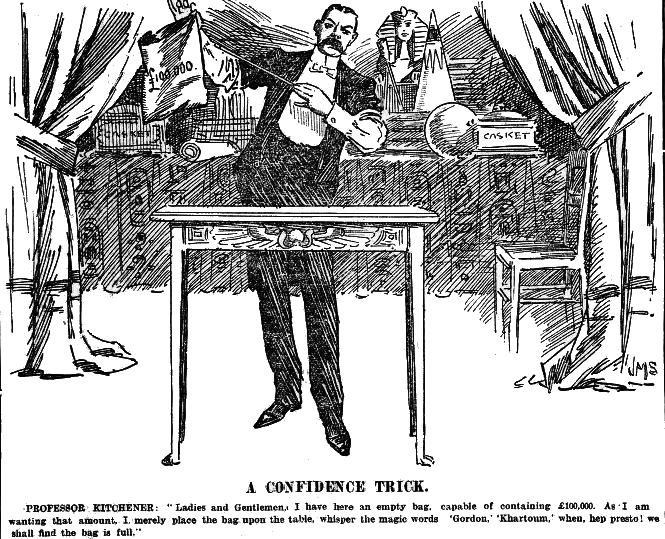
Desen politic al unui truc stradal

Escrocherie (din franceză escroquerie) (sinonim înșelăciune) este numită o infracțiune contra patrimoniului, privat sau public, care constă în înșelarea unei persoane prin mijloace frauduloase în scopul obținerii unor profituri.
Escrocheria are ca scop dobândirea ilicită a bunurilor altei persoane prin înșelăciune sau abuz de încredere.
Escrocheria constă în inducerea în eroare a unei persoane, prin prezentarea ca adevărată a unei fapte mincinoase sau ca mincinoasă a unei fapte adevărate, în scopul de a obține pentru sine sau pentru altul un fals material injust, dacă s-a pricinuit o pagubă.

## Tipuri de escrocherii
- Escrocherii financiare
- Escrocherii telefonice
- Escrocherii imobiliare
- Escrocherii cibernetice
- Escrocherii romantice
- Escrocherii cu ajutoare și donații

## Escrocherii cibernetice
2025: NGate (smishing + malware NFC)
O schemă mixtă de phishing prin SMS care conduce la instalarea unui APK malițios denumit NGate pe Android. După instalare, malware-ul captează tăcut semnalele NFC ale cardurilor contactless plasate în apropiere, permițând clonarea cardurilor și traficul fraudulos de fonduri în aplicațiile bancare. Semnalează prima utilizare combinată a tehnicilor de smishing și extragere NFC din România.
2023: MOVEit (vulnerabilitate în sistem de transfer fișiere)
Exploatarea unei breșe critice din software-ul MOVEit, folosit de mii de organizații, care a permis atacatorilor grupului CL0P să acceseze bazele de date și să expună datele personale a peste 93 milioane de persoane. Breșa a afectat sectoare variate, de la sănătate la guvernamental.
2021: Colonial Pipeline (ransomware)
Un atac cu ransomware asupra operatorului de conducte de petrol Colonial Pipeline din SUA, care a dus la oprirea tuturor operațiunilor pentru cinci zile, cauzând penurie de combustibil pe Coasta de Est. Gruparea DarkSide a cerut un răscumpărare de 75 BTC (≈4,4 milioane USD), din care autoritățile americane au recuperat ulterior 63,7 BTC.
2018: Magecart (web skimming)
Consorțiu de grupări infracționale care injectează cod JavaScript malițios în paginile de checkout ale magazinelor online pentru a fura datele de plată introduse de utilizatori. Printre victime notabile s-au numărat British Airways (380 000 de carduri compromise) și Ticketmaster (40 000 de clienți afectați).
2017: WannaCry
Un atac ransomware de tip criptoworm care a infectat peste 230 000 de calculatoare din peste 150 de țări, cerând recompense de 300–600 USD în Bitcoin și profitând de vulnerabilitatea „EternalBlue” din Windows. În ciuda patch-urilor Microsoft, multe sisteme neactualizate au fost compromise, cu pierderi estimate la până la 4 miliarde USD.